# Bistra, Alba
Bistra (în maghiară Bisztra) este satul de reședință al comunei cu același nume din județul Alba, Transilvania, România.
Este situat în nord-vestul județului, pe cursul mijlociu al râului Arieș. Bistra este reședința comunei cu același nume.

## Toponimie
Numele comunei provine de la cuvântul slav bîstro, care înseamnă „apă repede”.
Pe Harta Iosefină a Transilvaniei din 1769-1773 (Sectio 122), localitatea apare sub numele de „Bisztrá”.

## Istoric
Bistra este atestată documentar în anul 1437, sub denumirea de „sat cnezial” condus de cneazul de Bezere. Dar Bistra este una dintre cele mai vechi așezări de pe Valea Arieșului, iar numele ei era cunoscut încă de pe vremea regelui Carol Robert de Anjou.
În secolul al XV-lea Bistra aparținea capitului Episcopiei Transilvaniei și avea drept de autoadministrare, fiind socotită ca un cnezat. Din anul 1650 până în anul 1875 a făcut parte din Comitatul Alba Inferioară, domeniul superior al Zlatnei. După reforma administrativă din 1875, Bistra a fost cuprinsă în comitatul Turda-Arieș.

## Demografie
La recensământul din 1930 au fost înregistrați 4.501 locuitori, dintre care 4.428 români, 49 țigani, 13 maghiari, 5 germani, 5 evrei ș.a. Sub aspect confesional populația era alcătuită din 4.423 greco-catolici, 53 ortodocși, 13 romano-catolici, 6 mozaici ș.a.

## Transporturi
Haltă de cale ferată a Mocăniței (în prezent inactivă). Halta este înscrisă pe lista monumentelor istorice din județul Alba, elaborată de Ministerul Culturii si Patrimoniului Național din România în anul 2010 (cod: AB-II-m-B-20914.04).

## Galerie de imagini

Episcopul unit al Blajului Petru Pavel Aron
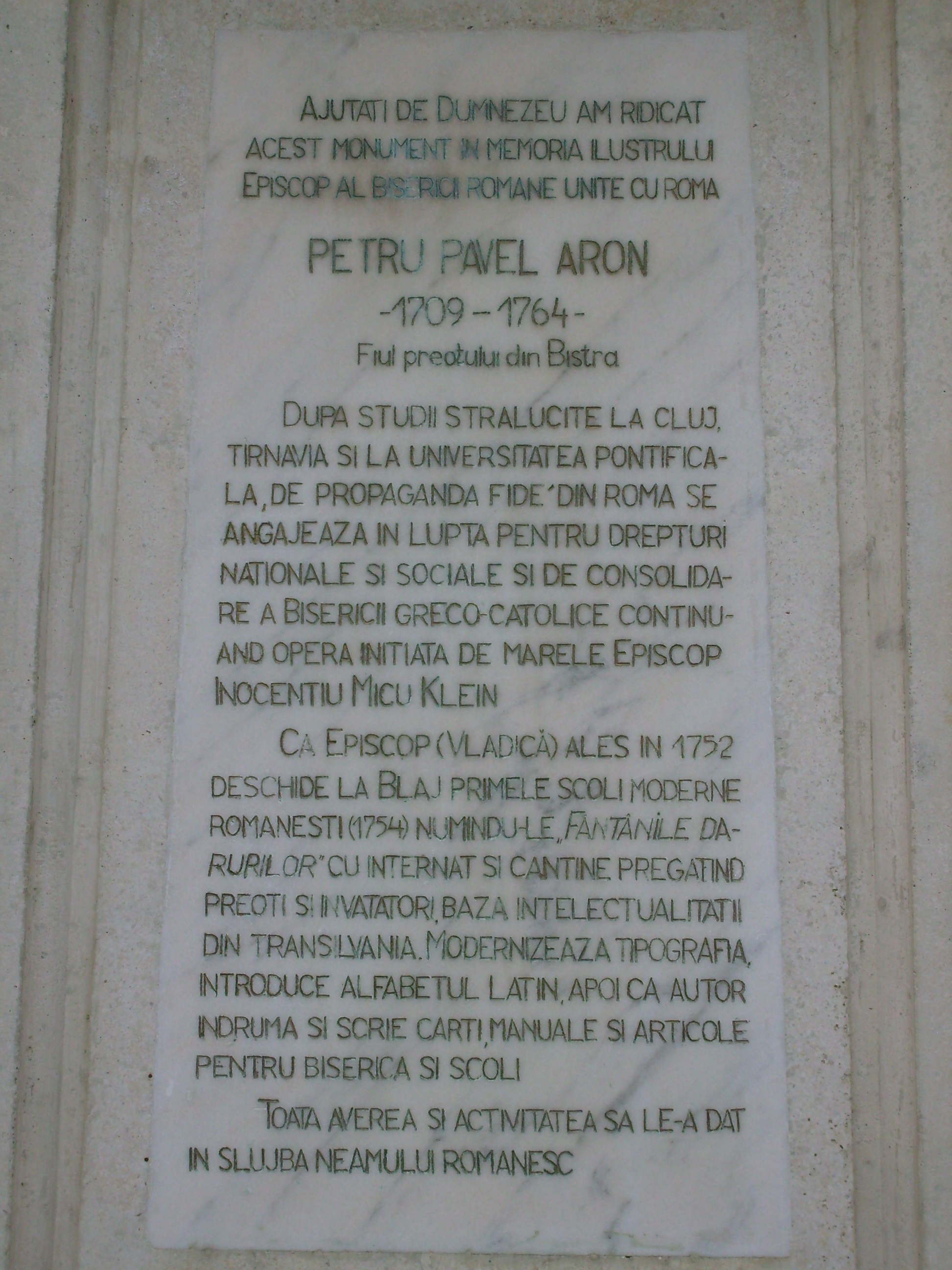
Placă memorială dedicată episcopului Petru Pavel Aron
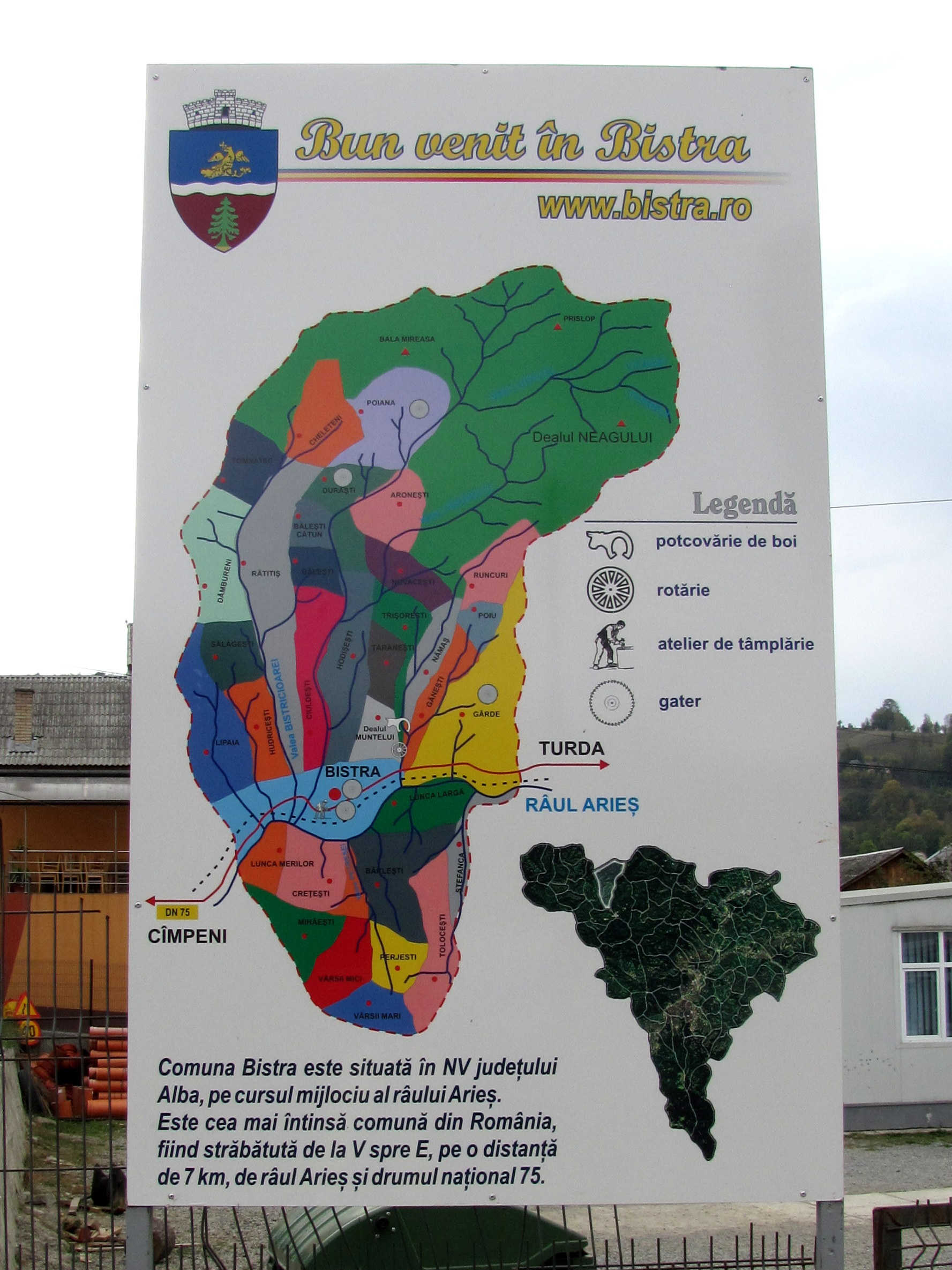
Panou informativ cu harta comunei
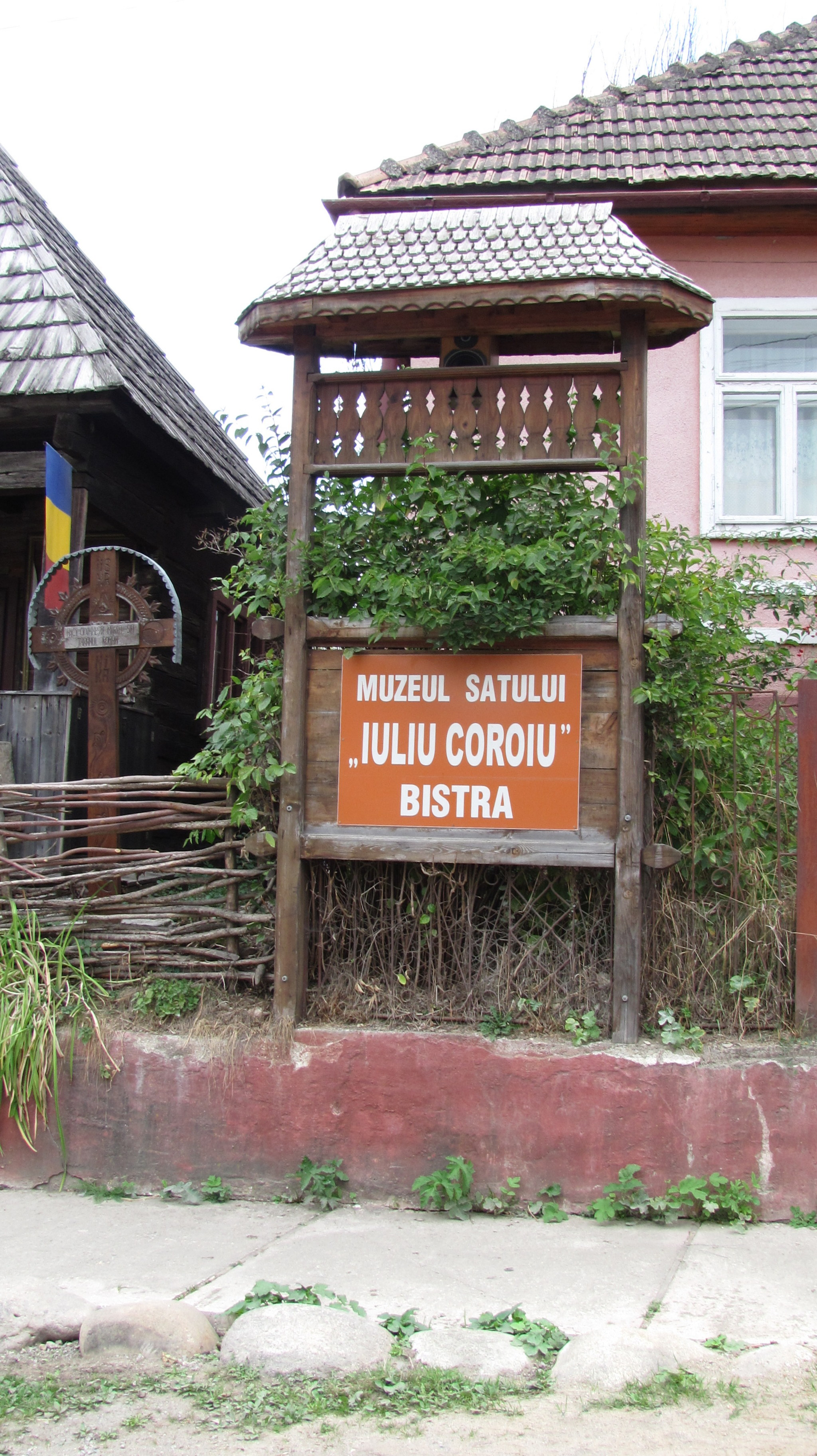
Panou informativ despre muzeul "Iuliu Coroiu"
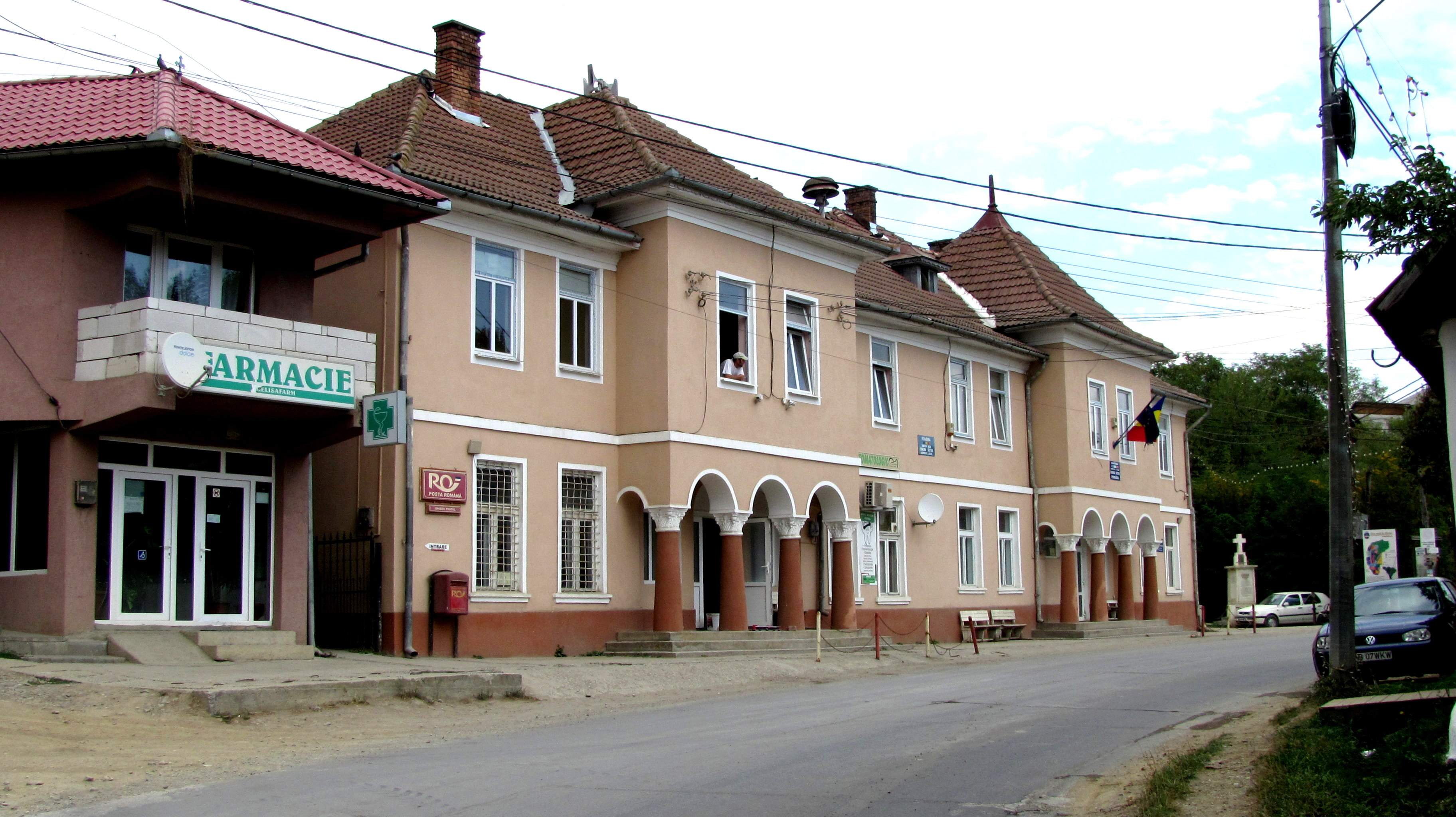
Primăria din Bistra
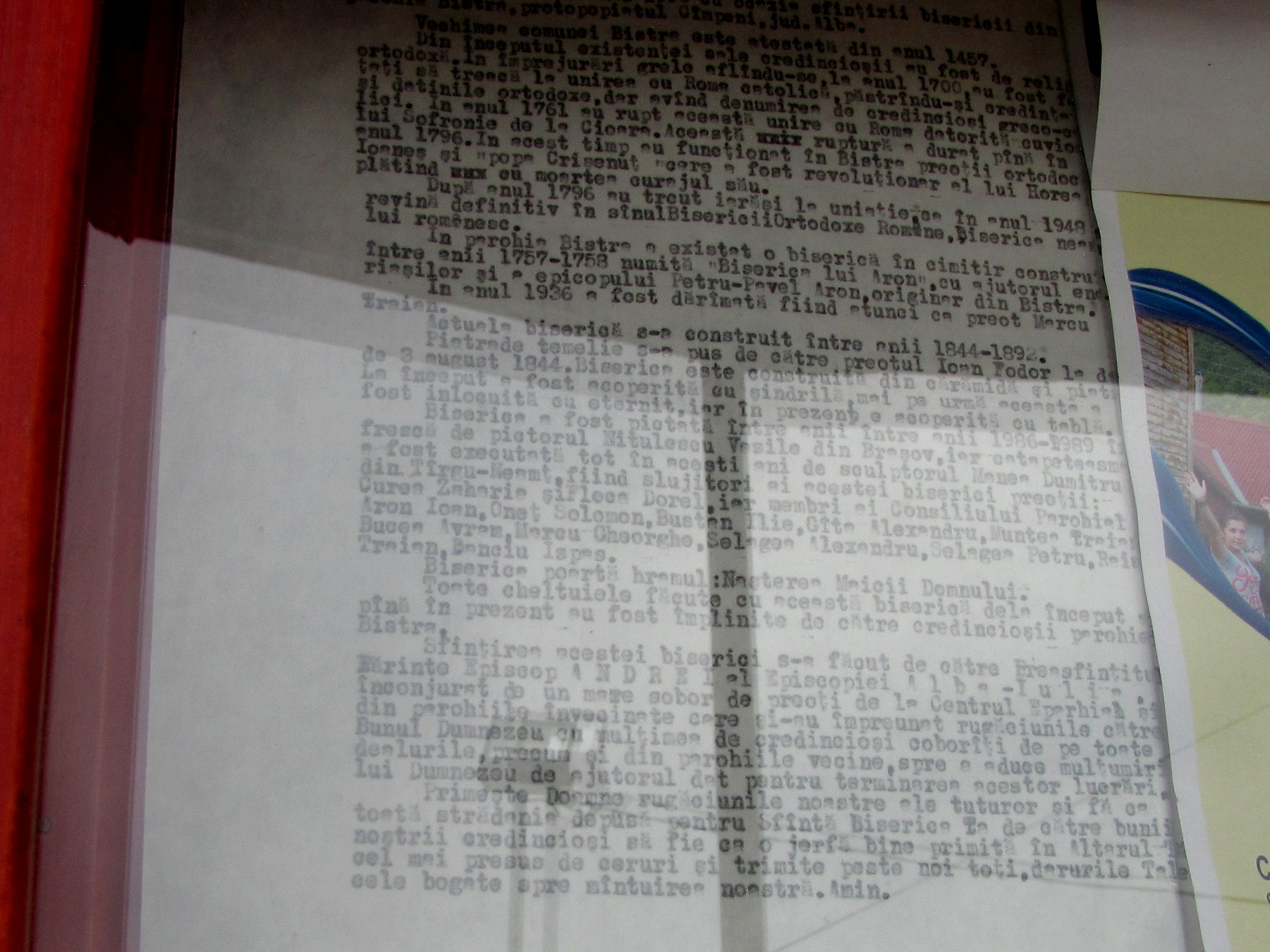
Biserica cu vechiul hram "Adormirii Maicii Domnului" - informații din afișier
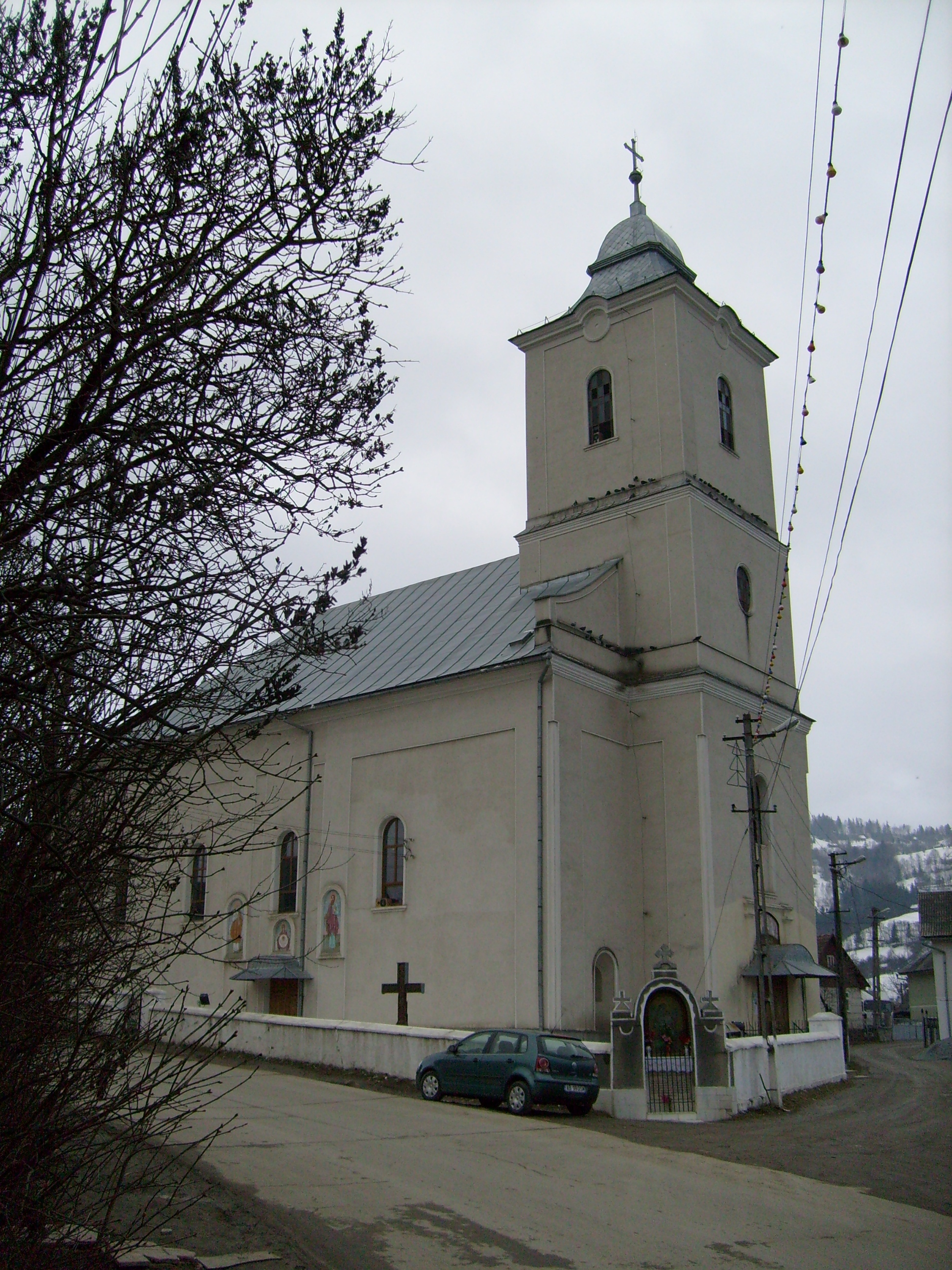
Biserica lui Aron, cu vechiul hram "Adormirea Maicii Domnului"
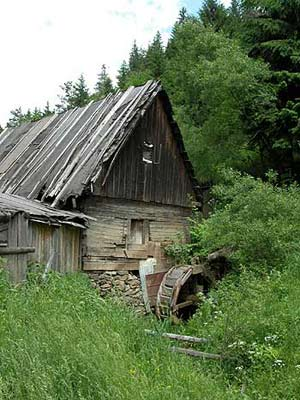
Moara lui Petrișor
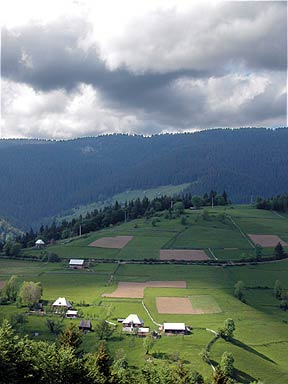
Peisaj din zonă
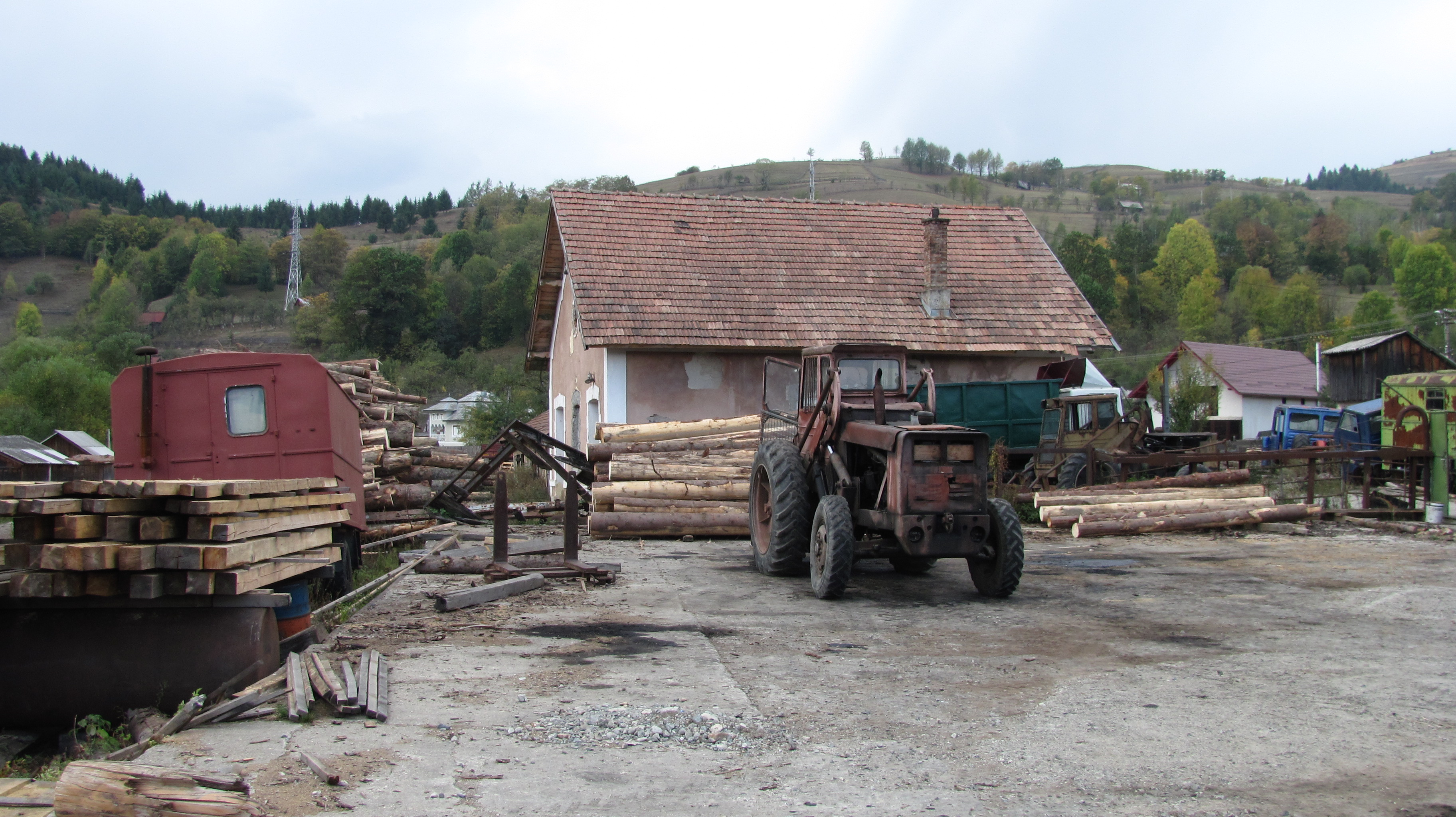
Fosta haltă Bistra, de pe calea ferată îngustă, pentru cunoscutul tren Mocănița
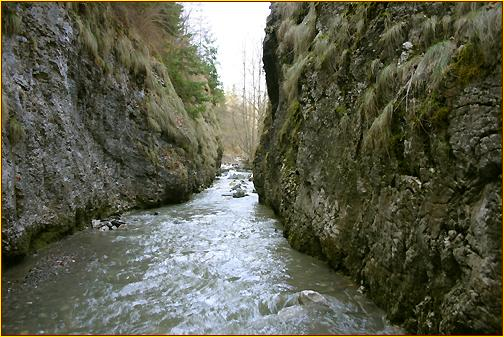
Cheile Geogelului
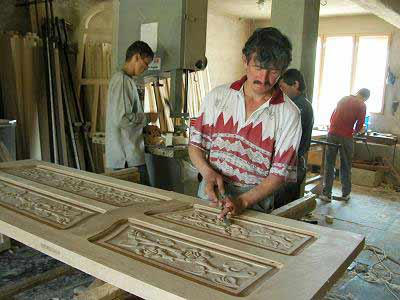
Meșter tâmplar din Bistra
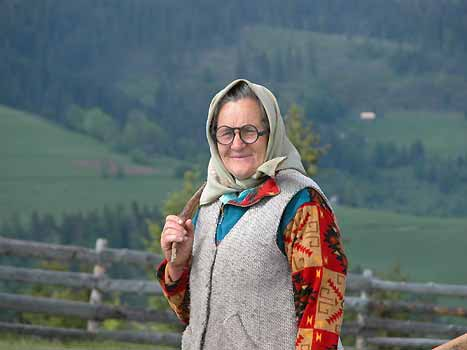
Localnică

## Personalități
- Petru Pavel Aron (n. 1709 - d. 1764), episcop al Bisericii Române Unite cu Roma (greco-catolică), s-a născut la Bistra. În onoarea sa, o stradă din localitate îi poartă numele: strada Petru Pavel Aron.
- Nicodin Ganea  (n. 14 iunie 1878, Bistra, Comitatul Turda-Arieș, azi județul Alba - d. 24 octombrie 1949, Bistra, județul Alba), compozitor, dirijor și om de cultură.
- Ioan Marcu (delegat) (1866 - 1935), deputat în Marea Adunare Națională de la Alba Iulia 1918